# بول جاكسون (عازف جاز)
بول جاكسون (بالإنجليزية: Paul Jackson)‏ هو عازف جاز أمريكي، ولد في 1947 في أوكلاند في الولايات المتحدة.

## وصلات خارجية
- الموقع الرسمي
- بول جاكسون على موقع ميوزك برينز (الإنجليزية)
- بول جاكسون على موقع أول ميوزيك (الإنجليزية)
- بول جاكسون على موقع ديسكوغز (الإنجليزية)